# Igor Crnadak
Igor Crnadak (Zara, 28 luglio 1972) è un politico bosniaco, ministro degli affari esteri nel governo Zvizdić dal marzo 2015 al dicembre 2019.

## Biografia
Di famiglia serbo-bosniaca, Crnadak nasce a Zara e frequenta le scuole a Banja Luka. Nel 2004 si laurea in economia all'Università di Banja Luka.
Crnadak lavora come giornalista, presentatore, produttore e redattore radiofonico per numerosi mezzi d'informazione bosniaci. Tra il 1996 e il 1998 è corrispondente per Voice of America da Banja Luka.
Dal 1999 Crnadak è membro del Partito del Progresso Democratico (PDP) e detiene numerose posizioni nel partito. Tra il 2000 e il 2004 è capo delegazione del PDP nel Consiglio comunale di Banja Luka.
Nel 2006 è eletto all'assemblea della Republika Srpska, dove siete nella commissione per l'integrazione europea. Dal 2011 è segretario generale del PDP.
Tra 2007 e 2009 Crnadak è vice ministro della difesa, responsabile per il team di coordinamento tra Bosnia-Erzegovina e NATO.
Il 31 marzo 2014 è nominato ministro degli esteri della Bosnia ed Erzegovina, nel governo di Denis Zvizdić.
Crnadak è sposato con due figli. Parla bosniaco/serbo/croato, e inglese.